# 이구아노돈
이구아노돈(Iguanodon)은 백악기 전기에 살았던 공룡이다. 명칭의 의미는 이구아나의 이빨을 뜻한다. 조반목, 조각류, 이구아노돈과에 속한다. 몸길이는 최대 9~11m에 몸무게는 최대 4.5t까지 달했다고 추정된다. 이구아나콜로수스와도 비슷하게 생겼다.
유럽 등지에서 화석이 발견되었다. 이 공룡의 이빨은 이구아나처럼 생겼다. 그리고 보통 네 발로 걸었지만 육식 공룡한테 쫓길때면 두 발로 걸었고 높은 곳에 위치한 나뭇잎을 먹을 때도 두 발로 섰을 것이라 추정된다.
앞발의 엄지손가락에는 공격용으로 추정되는 상당히 뾰족한 발톱이 나있는데, 초기의 고생물학자들은 이 발톱을 코위에 난 뿔로 착각하기도 하였다. 그래서 초기 이구아노돈의 모형이나 복원물은 코에 뿔이 나있기도 한다.

## 한국 (건천리층)
경상북도 영천시 대창면 용호리 14에 위치한 영지사(대창면 영지길 471) 입구에는 아래 사진과 같이 경상 누층군 건천리층 상에 이구아노돈 계통의 공룡 발자국 화석이 12개 정도 드러나 있다.
영천시 대창면 용호리 영지사 입구의 이구아노돈 공룡 발자국 화석
- 회색의 건천리층과 공룡 발자국 화석